# Senado Estadual do Rio de Janeiro
O Senado do Estado do Rio de Janeiro foi instalado em agosto de 1891 e dissolvido em 14 de dezembro de 1892, com um total de uma legislatura. 
Compunha a "câmara alta" do Poder Legislativo fluminense conforme previsto na Constituição estadual de 1890. Assim como em outros estados, após a Proclamação da República do Brasil o legislativo local passaria a ter duas câmaras, a exemplo de diversos estados norte-americanos e províncias argentinas, e diferentemente das assembleias provinciais da época do Império, todas unicamerais.

## Origens
Com a primeira Constituição Federal da República, promulgada em 24 de fevereiro de 1891, os estados, oriundos das antigas províncias, tinham autonomia para a organização do Poder Legislativo regional.
Em 20 de março de 1891 ocorreram as primeiras eleições republicanas no Estado do Rio de Janeiro — as quais estavam previstas para ocorrerem desde 1º de janeiro daquele ano —, no qual foram disputados cargos de deputados e senadores constituintes, em atenção à previsão de um congresso bicameral previsto na constituição promulgada em 19 de outubro de 1890, pelo presidente fluminense Francisco Portela, o qual fora indicado para o cargo pelo presidente da República Deodoro da Fonseca. A maioria dos candidatos que se apresentaram a eleição ao senado estadual era, curiosamente, de origem monarquista, pois segundo Ferreira “Embora as informações disponíveis sejam incompletas, a relação de candidatos ao Senado nos informa sobre a origem política de 17 de um total de 20: 12 monarquistas e 4 republicanos.”. Eram em sua maioria opositores ao governo de Portela, o qual acusavam de pouca habilidade para solucionar os problemas políticos e financeiros do estado, em crise desde a abolição da escravidão, em 1888.
A constituição proposta por Portela, em seu Art. 7º indicava que o Poder Legislativo fluminense era exercido pela “assembléa geral”, a qual se compunha de duas câmaras, “a dos deputados e a dos senadores”. Em 10 de maio de 1891, foi instalado o primeiro congresso constituinte estadual, o qual deveria analisar a constituição provisória e realizarem a eleição do presidente e do vice-presidente do estado, tendo Portela sido mantido no cargo, e Artur Getúlio das Neves eleito seu vice. Em agosto daquele ano deu-se o início dos trabalhos, e os constituintes decidiram pela separação dos membros do congresso e a instalação do Senado e da Câmara estaduais. Para a presidência do Senado foi eleito Demerval da Fonseca.
Outra medida dos constituintes foi sua permanência e a extensão dos mandatos dos deputados, senadores e do presidente estaduais, passando para quatro, oito e seis anos, respectivamente. Tal medida se basearia “na análise das características do povo brasileiro. considerado incapaz para o exercício da cidadania.” Isso retardou as eleições que teriam de enfrentar dando-lhes mais tranquilidade para legislar sobre assuntos mais complexos e conflituosos, como a lei orgânica das municipalidades e a lei eleitoral estadual.
Com a promulgação da Constituição Federal de 1891 e a permanência do congresso constituinte nacional como congresso ordinário, ampliou-se o conflito entre o parlamento e Deodoro da Fonseca, tendo tal situação se refletido na política fluminense. A renúncia de Deodoro após meses de conflito com o Legislativo nacional, que redundaram no fechamento do Congresso em 3 de novembro de 1891, acaba levando ao fortalecimento definitivo da oposição a Portela na presidência do estado, após este ter declarado apoio ao fechamento. Em 10 de dezembro Portela renuncia, e tanto o vice governador como o presidente do Senado recusam-se a assumir a presidência estadual.
Com a indicação pelo presidente Floriano Peixoto do contra-almirante Carlos Balthazar da Silveira para a presidência fluminense, este dissolve o Congresso estadual em 14 de dezembro, e convoca eleições para uma nova constituinte em 31 de janeiro de 1892, resultando em nova carta magna promulgada em 9 de abril daquele ano, a qual retoma a existência de um legislativo unicameral com a instalação da Assembleia Legislativa do Estado do Rio de Janeiro, conforme a Seção I do Título I, que tratava da organização do Poder Legislativo.